# Htanthi mont
Htanthi mont (tiếng Miến Điện: ထန်းသီးမုန့်; phát âm [tʰáɴðímo̰ʊɴ], n.đ. 'bánh cọ non') là một món ăn nhẹ hay bánh mont truyền thống của người Myanmar. Nó giống với món bánh phát cao của Trung Quốc.
Món ăn nhẹ này là một loại bánh gạo hấp làm từ gạo nấu chín nghiền thành bột hoặc bột gạo, nước cốt dừa, baking soda, đường và cùi của trái dừa và cọ non lên men nhẹ, sau đó được tô điểm bằng dừa tươi bào sợi.